# An-Sophie Mestach
An-Sophie Mestach (ur. 7 marca 1994 w Gandawie) – belgijska tenisistka, zwyciężczyni juniorskiego Australian Open, brązowa medalistka Letnich Igrzysk Olimpijskich Młodzieży 2010.

## Kariera tenisowa
Na zawodowych kortach wystąpiła po raz pierwszy w wieku czternastu lat, w sierpniu 2008 roku, uczestnicząc (dzięki dzikiej karcie) w niewielkim turnieju ITF w belgijskim Koksijde. Start zakończyła na pierwszej rundzie, przegrywając z Francuzką Virginie Ayssamy. Pierwsze sukcesy odniosła w maju 2009 roku, w tureckiej miejscowości Antalya, gdzie osiągnęła półfinał singla i finał debla. Rok później, na turnieju w hiszpańskiej Tortosie dotarła do finału singla, w którym przegrała z Francuzką Victorią Larrière. Jeszcze tego samego roku powtórzyła swoje osiągnięcie, docierając do finału gry pojedynczej w Balikpapan, w Indonezji.
W styczniu 2011 roku wygrała juniorski wielkoszlemowy turniej Australian Open i to zarówno w grze pojedynczej, jak i podwójnej. W finale gry pojedynczej pokonała zawodniczkę z Portoryko, Mónicę Puig, a finale debla (w parze z Holenderką Demi Schuurs) – japońską parę Eri Hozumi / Miyu Katō. Zwycięstwo to pozwoliło jej na osiągnięcie pozycji nr 1, w światowym rankingu juniorskim tenisistek.
W maju 2011 roku zagrała po raz pierwszy w turnieju WTA w Brukseli, przegrywając w pierwszej rundzie z Varvarą Lepchenko.
W sezonie 2015 wygrała grę deblową w Québecu, w parze z Barborą Krejčíkovą, zwyciężając w finale z Maríą Irigoyen i Paulą Kanią.

## Finały turniejów WTA
| Legenda                     | Legenda |
| --------------------------- | ------- |
| Wielki Szlem                |         |
| Igrzyska olimpijskie        |         |
| WTA Tour Championships      |         |
| 2009 – 2020                 |         |
| WTA Premier Mandatory       |         |
| WTA Premier 5               |         |
| WTA Premier                 |         |
| WTA International Series    |         |
| WTA 125K series (2012–2020) |         |

### Gra podwójna
| Końcowy wynik | Nr | Data             | Turniej   | Nawierzchnia    | Partnerka           | Przeciwniczki                                  | Wynik finału    |
| ------------- | -- | ---------------- | --------- | --------------- | ------------------- | ---------------------------------------------- | --------------- |
| Finalistka    | 1. | 15 lutego 2015   | Antwerpia | Twarda (hala)   | Alison Van Uytvanck | Anabel Medina Garrigues Arantxa Parra Santonja | 4:6, 6:3, 5–10  |
| Zwyciężczyni  | 1. | 20 września 2015 | Québec    | Dywanowa (hala) | Barbora Krejčíková  | María Irigoyen Paula Kania                     | 4:6, 6:3, 12–10 |
| Zwyciężczyni  | 2. | 9 stycznia 2016  | Auckland  | Twarda          | Elise Mertens       | Danka Kovinić Barbora Strýcová                 | 2:6, 6:3, 10–5  |

## Wygrane turnieje rangi ITF
| turnieje z pulą nagród 100 000 $ |
| turnieje z pulą nagród 75 000 $  |
| turnieje z pulą nagród 50 000 $  |
| turnieje z pulą nagród 25 000 $  |
| turnieje z pulą nagród 15 000 $  |
| turnieje z pulą nagród 10 000 $  |

### Gra pojedyncza
|    | Data       | Turniej    | Kat. | ($)    | Naw.     | Finalistka             | Wynik         |
| 1. | 23/09/2012 | Antalya    | ITF  | 10 000 | ziemna   | Yurina Koshino         | 6:3, 6:2      |
| 2. | 05/05/2013 | Gifu       | ITF  | 50 000 | twarda   | Wang Qiang             | 1:6, 6:3, 6:0 |
| 3. | 26/01/2014 | Sunderland | ITF  | 25 000 | twarda   | Viktorija Golubic      | 6:1, 6:4      |
| 4. | 13/09/2014 | Batumi     | ITF  | 25 000 | twarda   | Olga Ianchuk           | 6:2, 6:0      |
| 5. | 12/10/2014 | Monterrey  | ITF  | 50 000 | twarda   | Lourdes Domínguez Lino | 6:3, 7:5      |
| 6. | 23/12/2014 | Toyota     | ITF  | 75 000 | dywanowa | Shūko Aoyama           | 6:1, 6:1      |

## Finały juniorskich turniejów wielkoszlemowych

### Gra pojedyncza (1)
| Końcowy wynik | Rok  | Turniej         | Nawierzchnia | Przeciwniczka | Wynik finału |
| Zwyciężczyni  | 2011 | Australian Open | Twarda       | Mónica Puig   | 6:4, 6:2     |

### Gra podwójna (2)
| Końcowy wynik | Rok  | Turniej         | Nawierzchnia | Partnerka     | Przeciwniczki               | Wynik finału |
| Finalistka    | 2010 | US Open         | Twarda       | Silvia Njirić | Tímea Babos Sloane Stephens | walkower     |
| Zwyciężczyni  | 2011 | Australian Open | Twarda       | Demi Schuurs  | Eri Hozumi Miyu Katō        | 6:2, 6:3     |